# Winkelbach (Burkelsbach)
Der Winkelbach, auch Pehlbach oder Pöhlbach, ist ein linker Zufluss des Burkelsbaches bei Mandern im  rheinland-pfälzischen Landkreis Trier-Saarburg.
Er hat eine Länge von 1,59 Kilometern und ein Wassereinzugsgebiet von 8,893 Quadratkilometern.
Ein linker Zufluss ist der Hinzerter Bach, ein rechter Zufluss ist der Siebenborn mit dem Sternhausbach.